# Evangelische Kirche Stumpertenrod

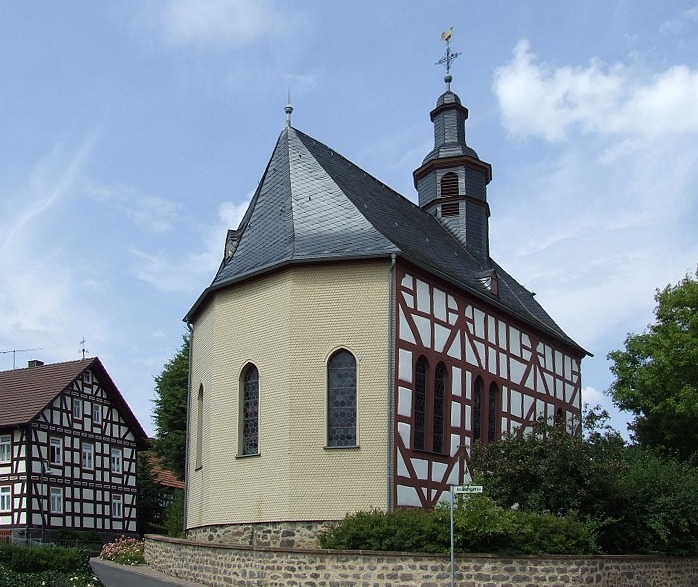
Fachwerkkirche in Stumpertenrod

Die Evangelische Kirche in Stumpertenrod, einem Ortsteil von Feldatal im Vogelsbergkreis in Hessen, wurde 1712 vollendet. Die Kirche ist ein geschütztes Baudenkmal. Die Kirchengemeinden Stumpertenrod, Köddingen und Helpershain gehören zum Dekanat Vogelsberg in der Propstei Oberhessen der Evangelischen Kirche in Hessen und Nassau.

## Geschichte und Architektur
Der Bau der Fachwerkkirche wurde 1696/97 nach Plänen von Johann Ernst Müller begonnen und erst 1712 vollendet. Der hohe Saalbau besitzt einen dreiseitigen, verschindelten Chorschluss. Über dem Eingangsgiebel sitzt ein sechseckiger Dachreiter mit Haube, der von einer Wetterfahne bekrönt wird. Der Raum wird von einer flachen Holztonne mit Querrippen gedeckt. Die dreiseitige Empore besitzt Brüstungsmalereien mit der Darstellung der Apostel und Martin Luther. Der Kanzelkorb ist mit 1617 bezeichnet. Die Orgel wurde 1841 eingebaut. Die Glocke aus dem Jahr 1470 stammt von einer Vorgängerkirche.